# Виноград (Болгария)
Виноград (болг. Виноград) — село в Болгарии. Находится в Великотырновской области, входит в общину Стражица. Население составляет 747 человек (2022).

## Политическая ситуация
В местном кметстве Виноград, в состав которого входит Виноград, должность кмета (старосты) исполняет Иванка  Борисова Иванова (Демократическая партия (ДП)) по результатам выборов.
Кмет (мэр) общины Стражица — Стефан Рачков Стефанов (Национальное движение «Симеон Второй» (НДСВ)) по результатам выборов.